# Séquenceur de protéines
Pour les articles homonymes, voir Séquenceur.
Un séquenceur de protéines est, en protéomique, un appareil servant à automatiser la détermination de la séquence d'une protéine.